# Molophilus forceps
Molophilus forceps là một loài ruồi trong họ Limoniidae. Chúng phân bố ở miền Australasia.